# Har Sedom
Har Sedom (hebreiska: הר סדום) är en kulle i Israel.   Den ligger i distriktet Södra distriktet, i den sydöstra delen av landet.
Terrängen runt Har Sedom är kuperad åt nordväst, men åt sydost är den platt. Terrängen runt Har Sedom sluttar österut. Runt Har Sedom är det ganska tätbefolkat, med 52 invånare per kvadratkilometer. Närmaste större samhälle är ‘En Boqeq, 12,1 km norr om Har Sedom. 